# Storsjön (Seglora socken, Västergötland)
Storsjön är en sjö i Borås kommun i Västergötland och ingår i Viskans huvudavrinningsområde. Sjön är 22,5 meter djup, har en yta på 1,46 kvadratkilometer och befinner sig 131,4 meter över havet. Sjön avvattnas av vattendraget Lillån. Sjön har funnits sedan Viskafors kraftverk byggdes 1910.

## Delavrinningsområde
Storsjön ingår i det delavrinningsområde (639512-132115) som SMHI kallar för Utloppet av Storsjön. Medelhöjden är 166 meter över havet och ytan är 13,37 kvadratkilometer. Räknas de 4 avrinningsområdena uppströms in blir den ackumulerade arean 46,67 kvadratkilometer. Lillån som avvattnar avrinningsområdet har biflödesordning 2, vilket innebär att vattnet flödar genom totalt 2 vattendrag innan det når havet efter 76 kilometer. Avrinningsområdet består mestadels av skog (86 %). Avrinningsområdet har 1,46 kvadratkilometer vattenytor vilket ger det en sjöprocent på 10,9 %.